# Procida
Procida est une île et une commune italienne d'environ 10 400 habitants, appartenant à la ville métropolitaine de Naples, en Campanie, dans le Sud de l'Italie.

## Géographie
D'une superficie de 3,7 km2, le périmètre de Procida, très découpé, mesure environ 16 km. Le territoire communal inclut toute l'île de Procida ainsi que l'îlot voisin de Vivara (0,4 km2). Ces deux îles de la baie de Naples appartiennent au groupe des îles Phlégréennes.
L'île culmine au sommet de la colline de Terra Murata (91 m), couronnée par un bourg médiéval fortifié.
La largeur minimale du canal qui sépare Procida du continent est d'environ 3,4 km. L'île est reliée par un ponton à l'île voisine de Vivara. Le tracé du littoral alterne criques sableuses et promontoires rocheux. Il offre des mouillages à la petite plaisance. S'y trouvent trois petits ports sur les versants septentrionaux, orientaux et méridionaux de l'île. Une grande partie du littoral est comprise dans l'aire marine protégée du Royaume de Neptune.
Traditionnellement, le centre urbain est divisé en neuf frazione, dites grancie : Terra Murata (le bourg le plus ancien), Corricella (bourg de pêcheurs), Sent'Cò avec le port commercial de Marina Grande, San Leonardo, Santissima Annunziata (appelée aussi Madonna della Libera), Sant'Antuono, Sant'Antonio e Chiaiolella (le port touristique dans la partie méridionale de l'île).

## Histoire
L'île apparaît dans les sources romaines sous le nom de Prochyta, qui semble provenir du grec pròkeitai (πρόκειται), « mirage ». C'est dans l'île de Procida que naquit vers 1370 Baldassare Cossa, qui devint pape sous le nom de Jean XXIII avant d'être déposé par le concile de Constance en 1415. La famille Cossa avait fait de l'île de Procida un repaire de pirates. Deux des frères du futur pape furent capturés et condamnés à mort, cette condamnation étant commuée en emprisonnement.
La commune a reçu la visite du roi Théodore de Neuhoff, lorsqu'il quitta la Corse, après son retour avorté à l'automne 1738. Son navire, L'Africain, mouilla devant Procida le 7 octobre 1738.
De nombreuses batailles navales eurent lieu aux alentours, pendant la période des guerres napoléoniennes, et notamment la Bataille navale de Procida (1809).

## Économie
L'île connaît une période de transformations dans sa structure économique[source secondaire nécessaire]. Bien qu'en déclin, la marine reste l'un des principaux secteurs d'emploi, avec des personnes de tous âges employées en tant qu'officiers de pont ou de machine sur des navires marchands des plus grandes compagnies maritimes du monde, perpétuant une tradition séculaire. Cependant, ces dernières années, l'automatisation croissante dans le domaine mécanique, associée à une utilisation croissante de travailleurs des pays émergents dans le secteur maritime, a fait en sorte que cette source de revenus perde en importance relative sur l'île[source secondaire souhaitée].

## Culture
- En 1811, lors d'un voyage en Italie, Alphonse de Lamartine, originaire de Bourgogne, a été frappé par la beauté du golfe de Naples et, en particulier de l’île de Procida où, il tombe amoureux d’une jeune fille. En 1844, il visite à nouveau Naples et son golfe et commence à écrire son roman idyllique Graziella[3].
- Plus d'une trentaine de films - dont Le talentueux Mr. Ripley - ont été tournés sur l'île.
- L'Île d'Arturo (L'Isola di Arturo), roman d'Elsa Morante publié en Italie en 1957 (en 1963 en France), se déroule sur l'île de Procida. Il a reçu le Prix Strega en 1957.
- Le Facteur (Il postino) (1994, Michael Radford), dont l'île s'enorgueillit spécialement.
- Procida a été choisie, lundi 18 janvier 2021, pour devenir la capitale italienne de la culture en 2022[4].
- Génération 56k (Generazione 56k), série TV de Francesco Ebbasta, sur déroule en partie sur l'île[5].

## Monuments et patrimoine

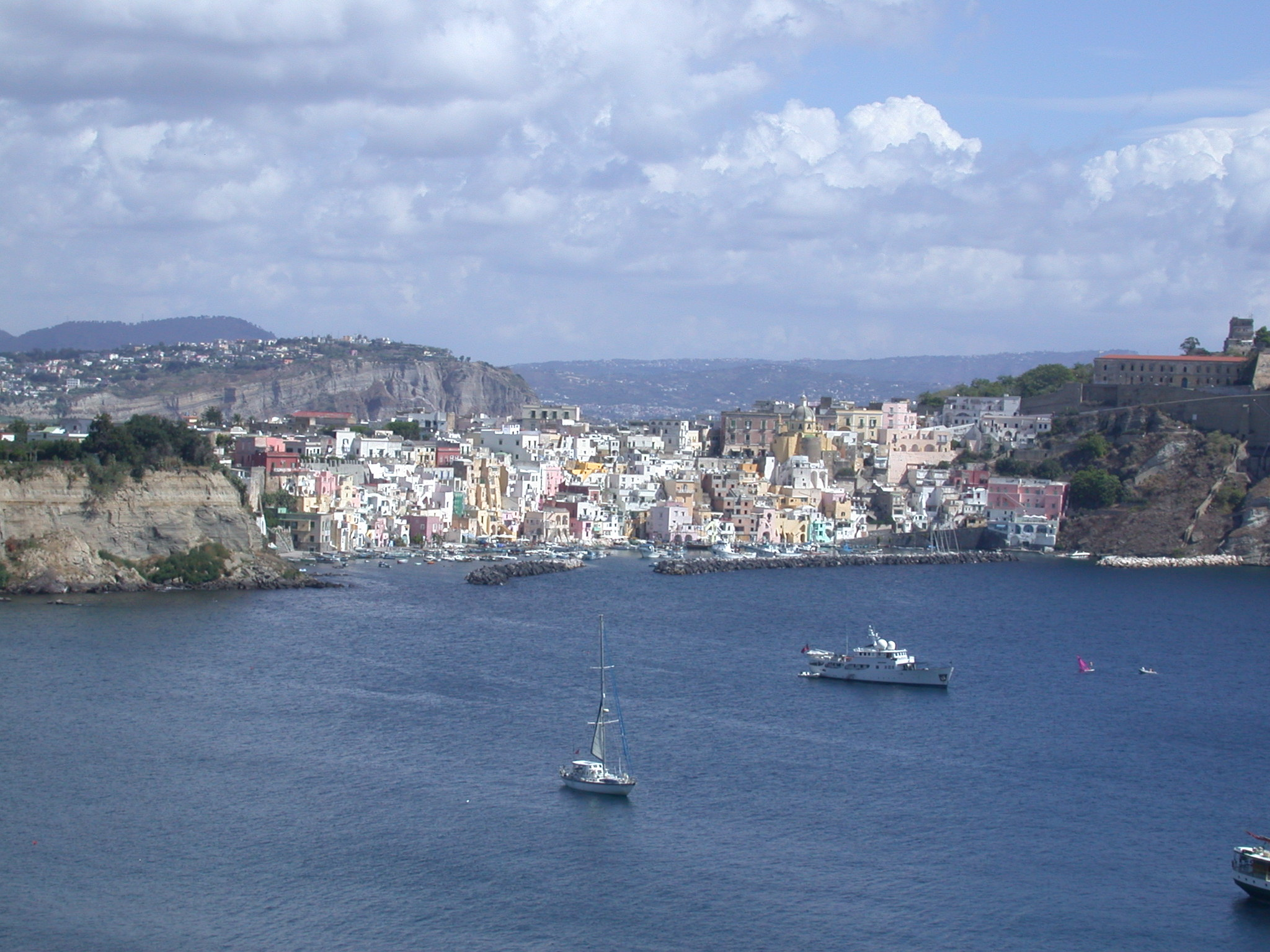
Panoramique
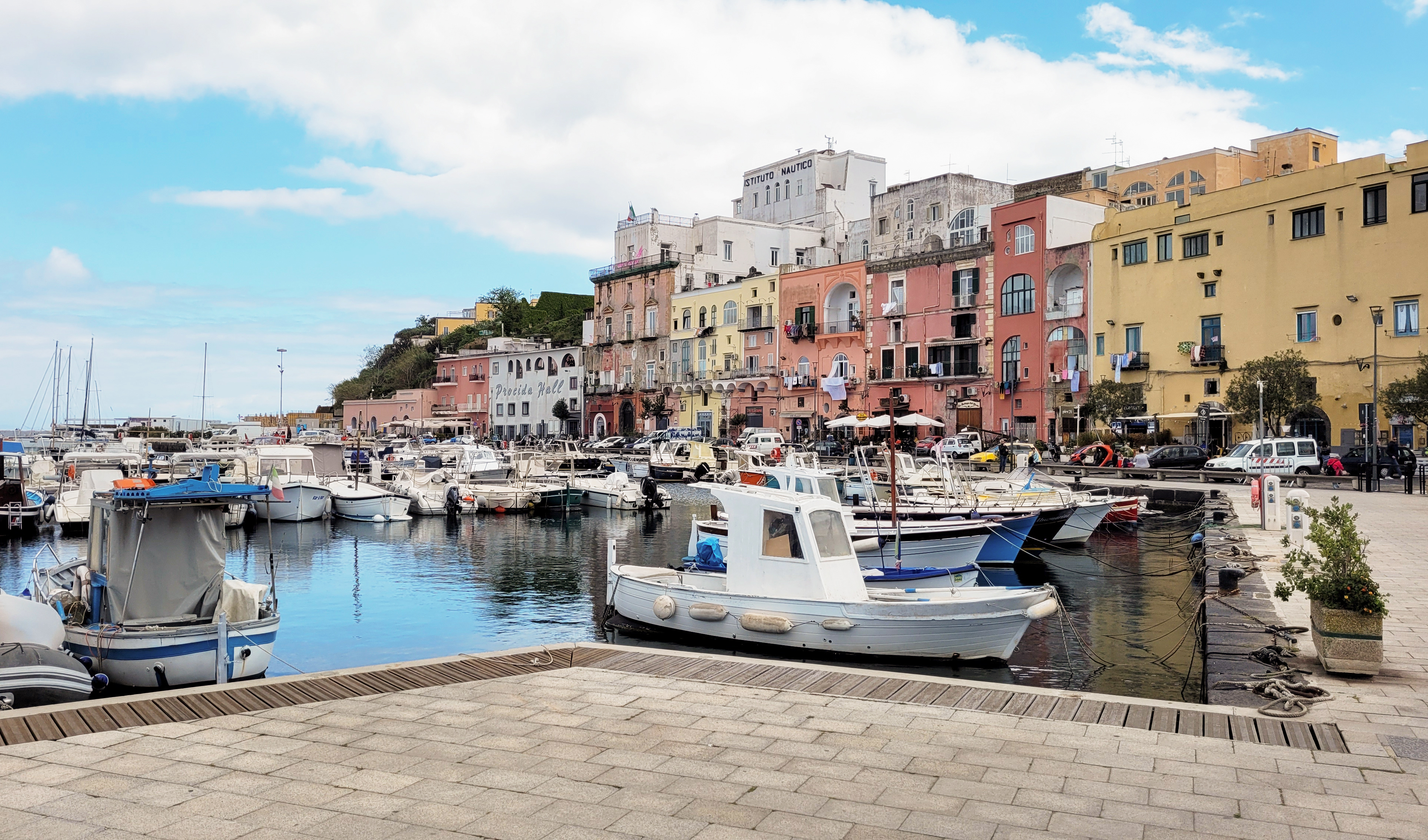
Marina de Procida
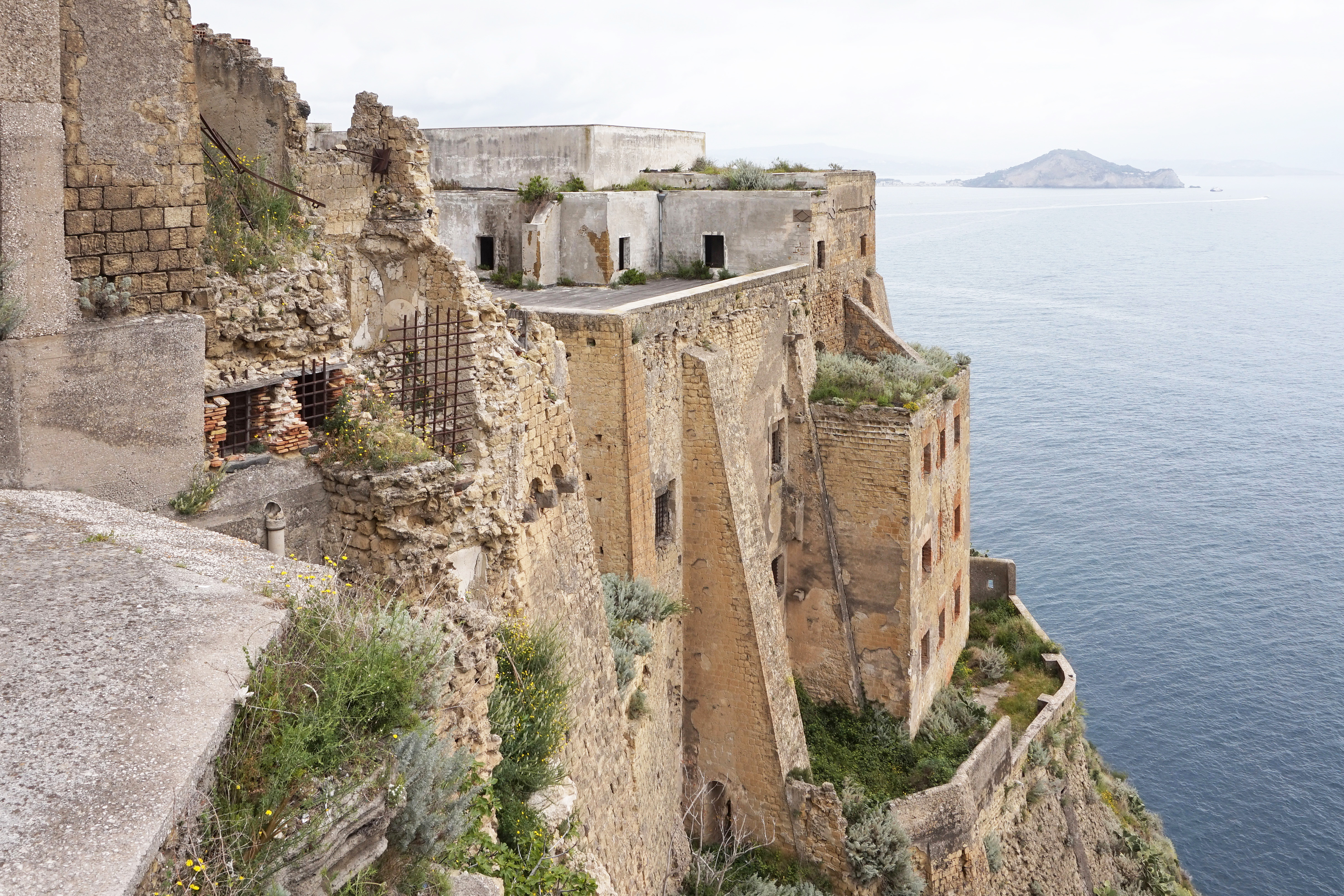
Palazzo d'Avalos
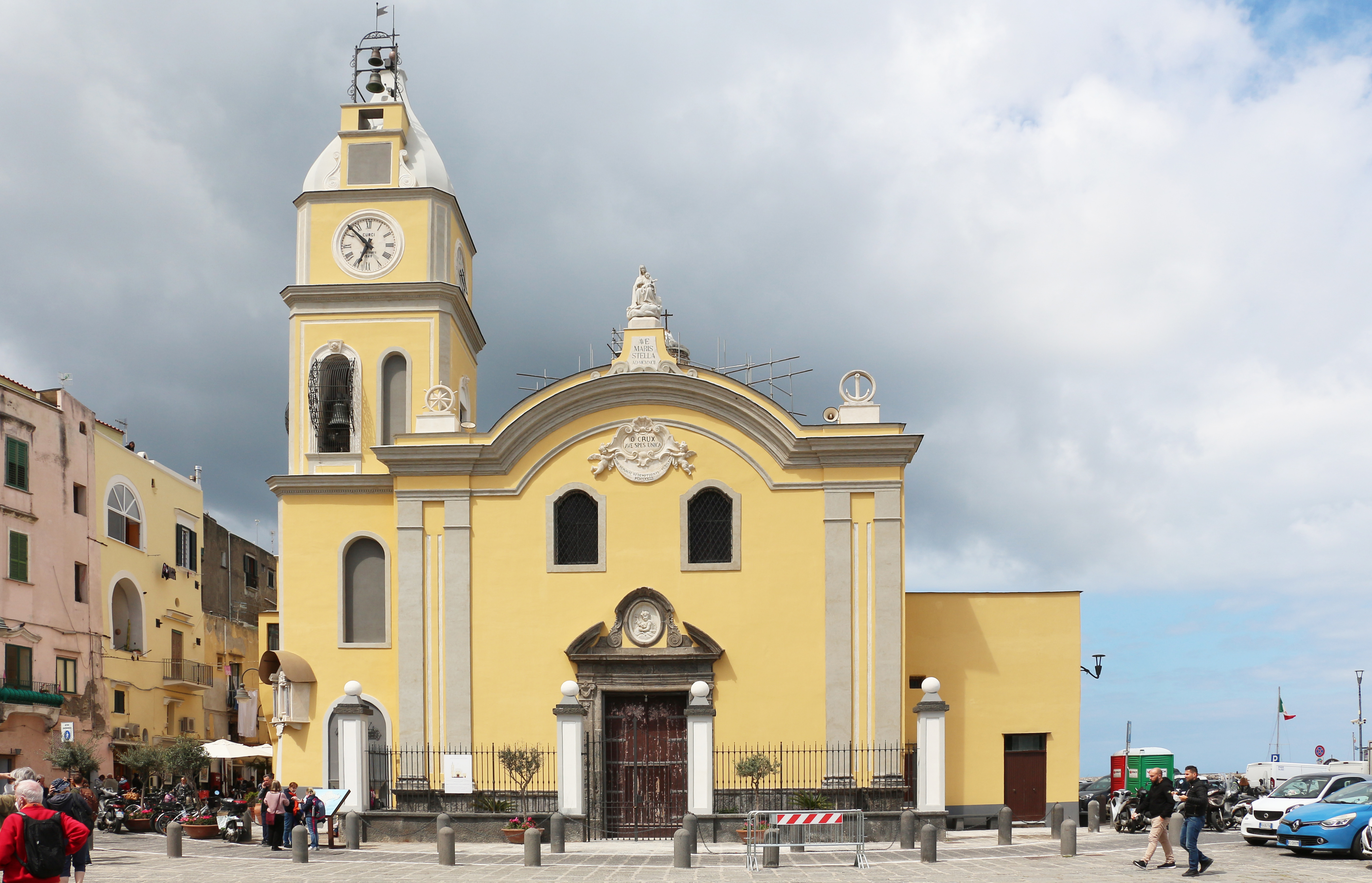
Église Santa Maria della Pietà

## Administration
| Période                                  | Période  | Identité           | Étiquette       | Qualité |
| ---------------------------------------- | -------- | ------------------ | --------------- | ------- |
| 2 juin 2015                              | En cours | Raimondo Ambrosino | Parti démocrate |         |
| Les données manquantes sont à compléter. |          |                    |                 |         |

### Hameaux
Vivara.

### Communes limitrophes
Aucune

### Évolution démographique

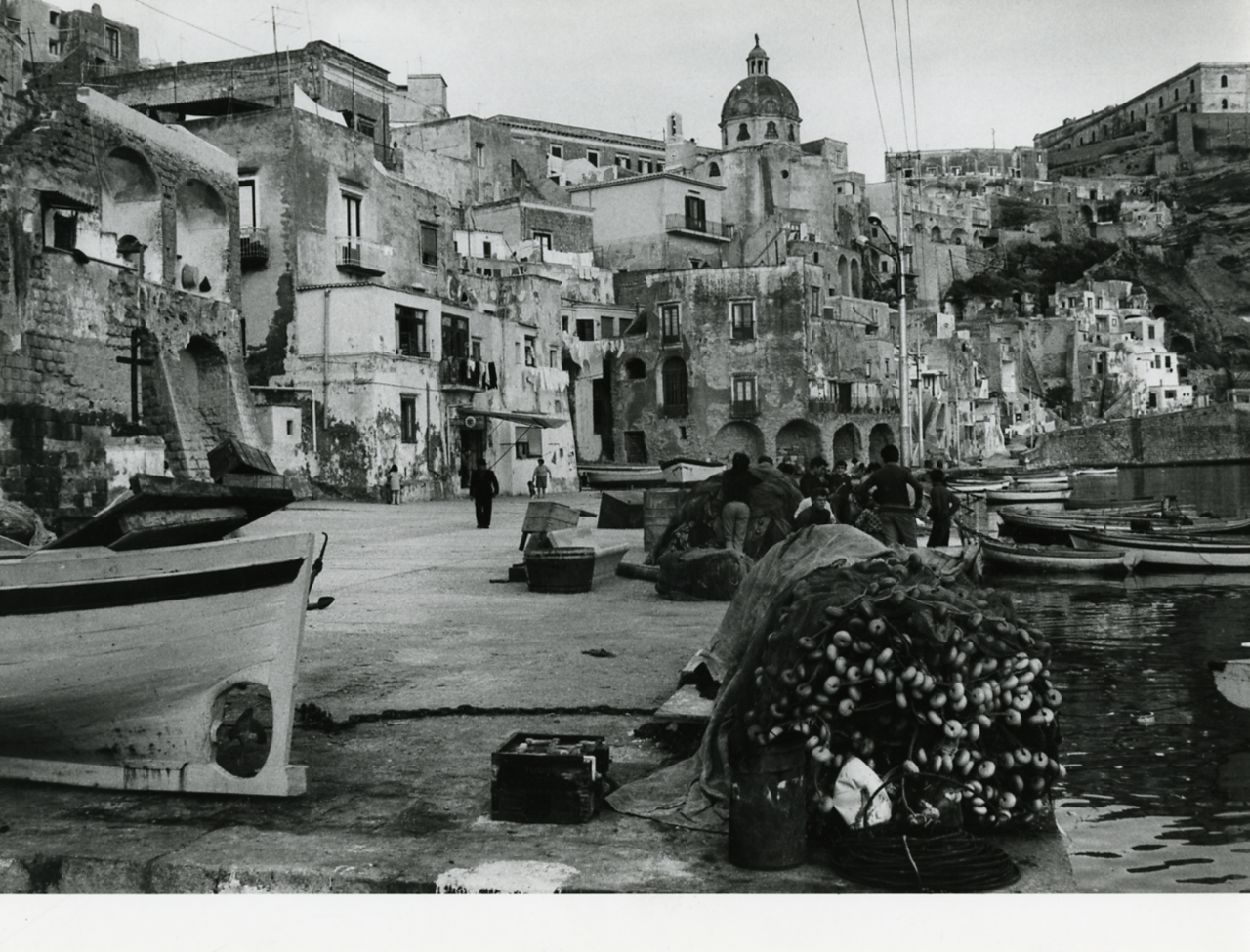
Procida dans une photo de Paolo Monti, 1972. Fondo Paolo Monti, BEIC.

Habitants recensés